# Cher radin !
Pour plus de détails, voir Fiche technique et Distribution.
Cher radin ! est un téléfilm français réalisé par Didier Albert avec Vincent Lagaf'

## Synopsis
Alexis est un radin pathologique qui a horreur de dépenser un euro, et la seule idée de le faire le rend littéralement malade.  Lorsqu'un ami qui lui devait de l'argent est sur le point de se suicider, Alexis le sauve in extremis, dans l'espoir de récupérer sa dette, et l'héberge. Une jeune femme qui a vu la scène le prend pour un héros et tombe amoureuse de lui. Alexis n'est pas un héros et il va devoir cacher son gros défaut à cette femme.

## Fiche technique
- Titre original et français : Cher radin !
- Réalisation : Didier Albert
- Scénario : Olga Vincent, Bruno Dega et Ivan Corbisier
- Montage : Anja Lüdcke
- Production : Christophe Louis, Jean-Jacques Neira, Adrian Politowski et Gilles Waterkeyn
- Pays d'origine :  France
- Langue originale : Français
- Format : couleur
- Genre : Comédie, Drame
- Durée : 90 minutes (1h30)
- Dates de sortie :
  -  France : 2012
- Classification : Tout public

## Distribution
- Vincent Lagaf' : Alexis
- Agathe de La Boulaye : Clarisse
- Vincent Desagnat : Laurent
- Isabelle de Botton : Jacky
- Stéphanie Van Vyve : Aline
- Rémi Bichet : Daniel
- Bella Wajnberg : Mme Cournot
- Eric Grandin : Maitre d'Hôtel